# Аринус (река)
Аринус (порт. Rio Arinos) — река в Бразилии. Открыта португальцем Joam de Souza e Azevedo в XVI веке. Берёт начало вблизи города Диамантину, впадает в Журуэну, которая ниже даёт начало реке Тапажос. У реки есть несколько притоков: Паресис, Агуа Верде, Патос (все левые), Петро (правый) и т. д. В нижнем течении протекает между хребтами Серра-дус-Каябис и Серра-ду-Томбадор.

## Примечания

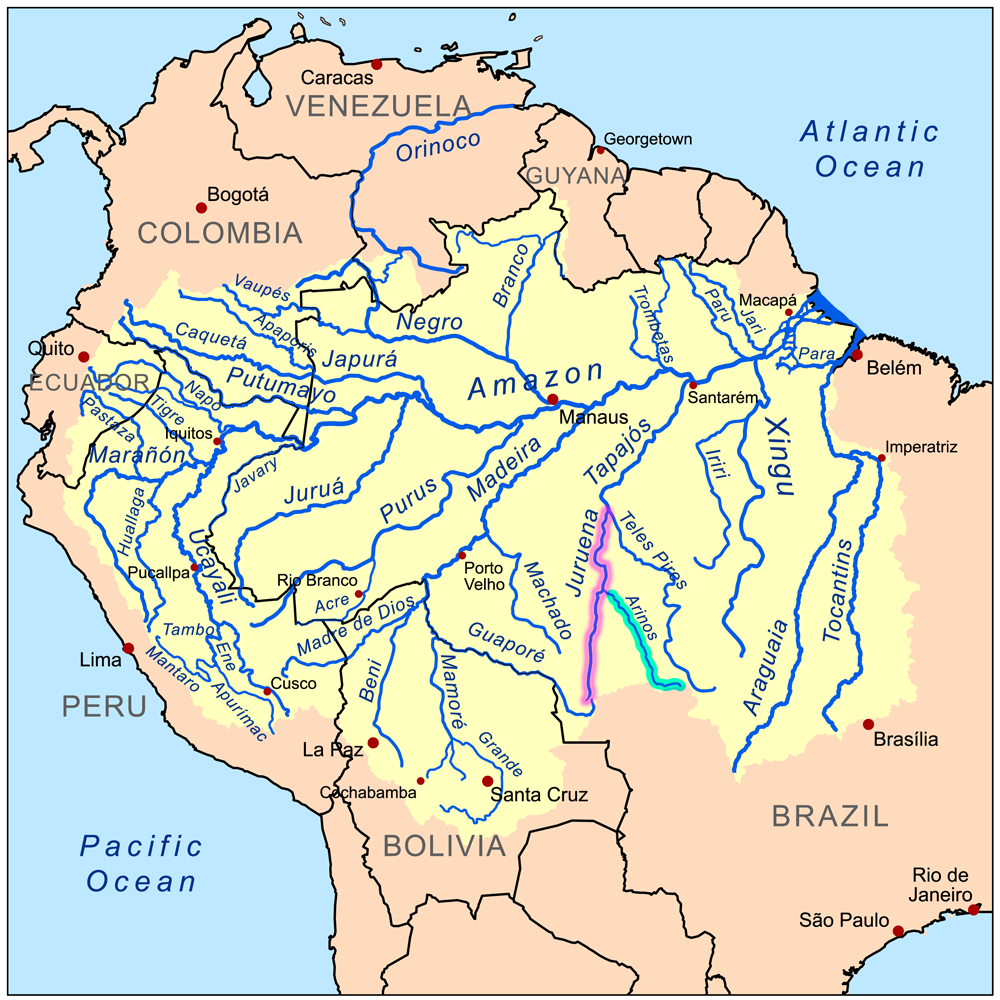